# Katrin Krabbeová
Katrin Krabbeová (* 22. listopadu 1969, Neubrandenburg, Meklenbursko-Přední Pomořansko) je bývalá východoněmecká a později německá atletka, sprinterka.
V roce 1991 se stala vítězkou ankety Atlet světa.

## Kariéra

### Juniorské úspěchy
První úspěchy zaznamenala v roce 1986 na prvním ročníku juniorského mistrovství světa v Athénách, kde získala v závodě na 200 metrů bronzovou medaili a ve štafetě na 4 × 100 metrů stříbro. Na kratší stometrové trati doběhla ve finále v čase 11,49 s na 4. místě. Ve stejném čase proběhla cílem Američanka Maicel Maloneová, která však brala bronz. O rok později získala zlatou medaili ve štafetě na 4 × 100 metrů na juniorském mistrovství Evropy v Birminghamu.

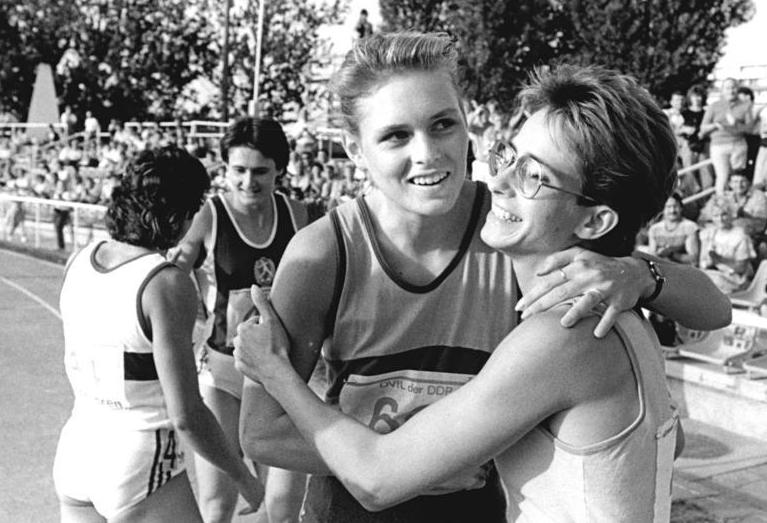
Katrin Krabbeová v roce 1989

V roce 1988 se stala v kanadském Sudbury juniorskou mistryní světa v běhu na 200 metrů a druhé zlato přidala ve štafetě. Na stometrové trati vybojovala stříbrnou medaili. V témže roce reprezentovala na letních olympijských hrách v jihokorejském Soulu, kde ve druhém semifinálovém běhu závodu na 200 metrů skončila na 6. místě (22,59 s) a do finále nepostoupila.

### Seniorské úspěchy
V roce 1990 se stala ve Splitu trojnásobnou mistryní Evropy. Ve finále stometrového sprintu zaběhla jako jediná trať pod 11 sekund a časem 10,89 s si vyrovnala osobní rekord z roku 1988. Na stupních vítězů ji doplnily její krajanky Silke Möllerová (stříbro) a Kerstin Behrendtová (bronz). Přemožitelku nenašla rovněž v běhu na 200 metrů, kde cílem proběhla v novém maximu 21,95 s. Stříbrná Heike Drechslerová byla o 24 setin pomalejší. Bronz vybojovala Galina Malčuginová ze Sovětského svazu. Třetí zlato přidala ve štafetě (4 × 100 m). Na halovém MS 1991 v Seville skončila v běhu na 60 metrů na 6. místě.

#### Tokio 1991
V roce 1991 vybojovala dvě zlaté (100 m, 200 m) a dvě bronzové medaile (4 × 100 m, 4 × 400 m) na světovém šampionátu v Tokiu. V úvodním rozběhu závodu na 100 m obsadila časem 11,23 s šestou příčku a ve čtvrtfinále již trať zaběhla pod 11 sekund (10,91 s). V semifinále zaběhla nejrychlejší čas Jamajčanka Merlene Otteyová, avšak s větrem do zad o síle 2,3 m/s. Její čas 10,78 s tak nemohl být uznán jako nový rekord šampionátu. Krabbeová zaběhla třetí nejrychlejší čas (10,94 s). Ve finále, které se běželo 27. srpna, se jako jediná dostala pod 11 sekund a časem 10,99 s vybojovala titul mistryně světa. Finále dvoustovky se uskutečnilo 30. srpna a Krabbeová opět patřila mezi hlavní kandidátky na medaili, když ve čtvrtfinále i semifinále předvedla nejrychlejší časy. Pozici favoritky Krabbeová nakonec splnila, když v protivětru 2,4 m/s trať zaběhla za 22,09 s a získala druhé zlato. Stříbro získala Gwen Torrenceová (22,16 s) a bronz Merlene Otteyová (22,21 s).
1. září byly na programu oba štafetové běhy. Kratší sprinterská štafeta na 4 × 100 metrů měla start v 16:15. Východní Němky ve složení (Grit Breuerová, Katrin Krabbeová, Sabine Richterová a Heike Drechslerová) vybojovaly bronzové medaile. Mistryněmi světa se staly Jamajčanky, stříbro získala sovětská štafeta. Čtvrtkařská štafeta byla odstartována před 18. hodinou. Za NDR běžela první úsek juniorská mistryně Evropy v běhu na 400 metrů Uta Rohländerová-Frommová, která štafetový kolík předala Katrin Krabbeové. Třetí úsek běžela půlkařka Christine Wachtelová a finišmankou byla Grit Breuerová, která do cíle doběhla v čase 3:21,25 na třetím místě. Krabbeová tak na šampionátu získala již čtvrtou medaili a stala se nejúspěšnější atletkou MS.

### Doping
Její pozdější kariéru poznamenal doping. V roce 1992 byla v Jihoafrické republice přistižena při manipulaci s odebranými vzorky. Později měla pozitivní dopingový nález na clenbuterol a německý atletický svaz ji na jeden rok zastavil činnost. Délku trestu ji později IAAF prodloužila o další dva roky. Brzy poté oficiálně oznámila konec své atletické kariéry. V dubnu roku 2002 se dohodla s vedením Mezinárodní asociace atletických federací (IAAF) na mimosoudním vyrovnání za ztráty, které ji způsobil dvouletý zákaz startů.

### Osobní rekordy
- 100 m – 10,89 s – 20. července 1988, Berlín
- 200 m (dráha) – 21,95 s – 30. srpna 1990, Split